# Бібліотека імені Івана Світличного для дітей
Бібліотека імені Івана Світличного для дітей Солом'янського району міста Києва.

## Адреса

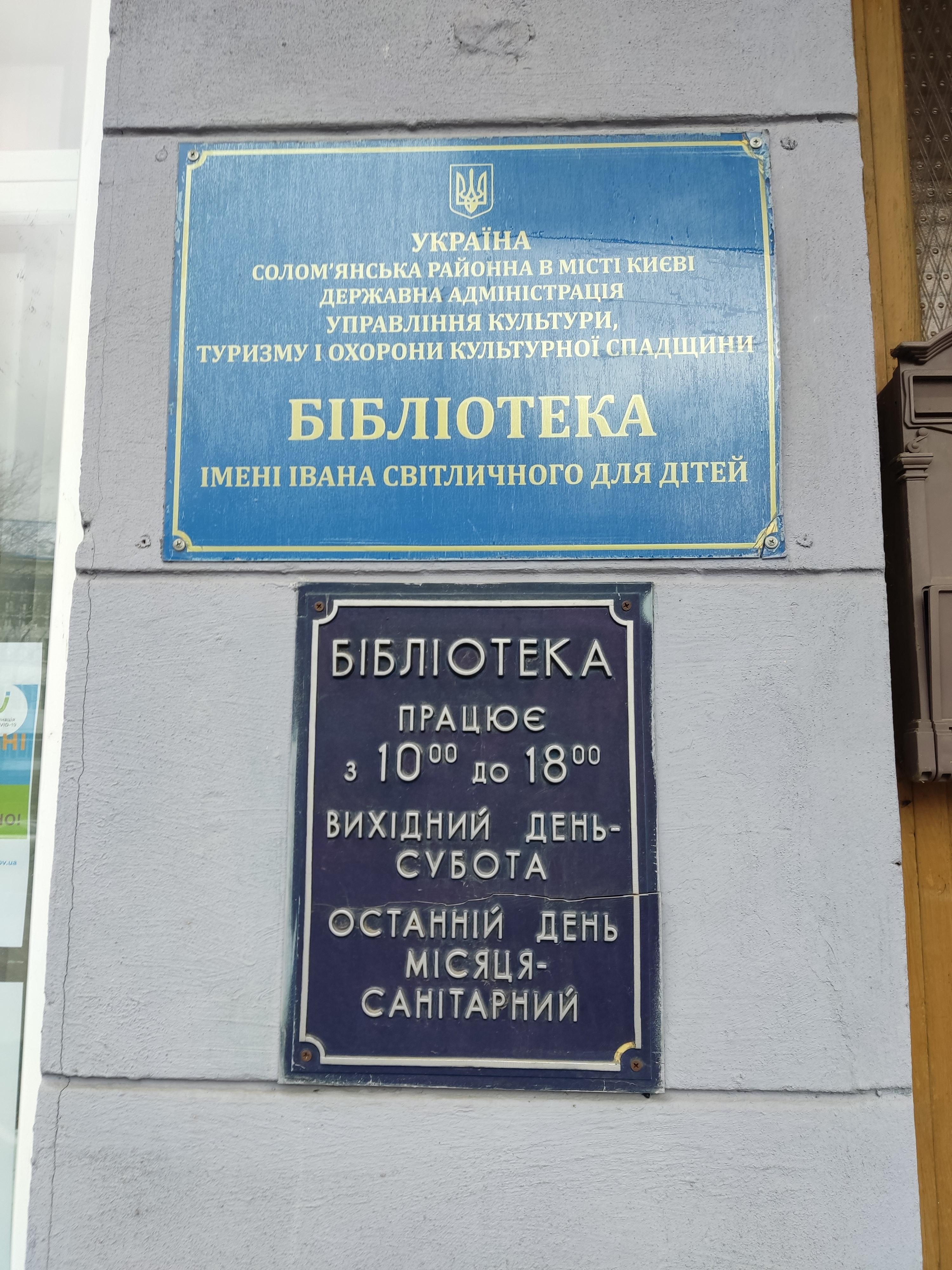
2021

03049 м. Київ проспект Повітряних Сил, 12. Телефон (044) 248-02-47

## Історія
Бібліотека створена в 1950 році як бібліотека №4 Залізничного району. 15 вересня 1953 року їй було присвоєно ім'я радянського військового діяча, командира 25-ї дивізії Червоної Армії Василя Чапаєва. До 1962 року займала приміщення в школі №43 по вулиці Преображенській. 1962 року отримала нове приміщення на першому поверсі п'ятиповерхового житлового будинку №12 на Повітрофлотському проспекті (нині проспект Повітряних Сил), де відтоді і працює. 
Рішенням Київської міської ради від 10 листопада 2016 року бібліотеці присвоєно ім'я Івана Світличного (Рішення Київської міської ради № 336/1340 від 10 листопада 2016 року "Про перейменування бібліотек Централізованої бібліотечної системи Солом'янського району м. Києва: імені В.Чапаєва для дітей на імені І.Світличного та публічної бібліотеки імені В.Чкалова на "Солом'янська" в Солом'янському районі міста Києва").

## Опис
Площа приміщення бібліотеки — 249,3 м², книжковий фонд — 17,6 тис. примірників. Щорічно обслуговує 2,6 тис. користувачів. Кількість відвідувань — 23,7 тис., книговидач — 53,3 тис. примірників.

## Діяльність
Колектив бібліотеки сприяє інформаційному забезпеченню безперервної освіти дітей, навчає вмінню користуватися інформацією, застосовувати її у повсякденному житті, надає можливість цікаво й корисно провести дозвілля, заповнити вільний час, адаптуватися і самореалізуватися. Структура: відділ обслуговування дітей дошкільного віку та учнів 1 — 3 класів, відділ обслуговування учнів 5 — 9 класів.